# Оливье, Стефанус Петрус
Стефанус Петрус Оливье (англ. Stephanus Petrus Olivier; 21 января 1915, Пирстон, Капская провинция, Южно-Африканский Союз — 23 июля 1998, Блумфонтейн, ЮАР) — южноафриканский учёный, педагог, первый ректор Дурбанского университета (1961—1981).

## Биография
Стефанус Петрус Оливье родился 21 января 1915 года в городке Пирстон в Капской провинции. После окончания Джилл-колледжа в Сомерсет-Ист продолжил обучение в Лондоне, где получил степени бакалавра и магистра педагогики в Институте педагогики Лондонского университета. В период с 1938 по 1946 год работал школьным учителем в городе Солсбери, Южная Родезия (ныне Хараре, Зимбабве). В 1949 году защитил докторскую диссертацию в Южно-Африканском университете в Претории. В период с 1950 по 1960 год работал профессором педагогики и деканом факультета педагогики Кейптаунского университета. В 1961 году стал первым ректором Индийского университетского колледжа в Дурбане, предназначавшегося специально для индийского населения. В 1971 году С. П. Оливье был назначен ректором Дурбанского университета, созданного южноафриканским правительством на базе Индийского университетского колледжа. С. П. Оливье занимал пост ректора до 1981 года, после чего ушёл на пенсию.
В 1975 году С. П. Оливье встретился в Дурбане с основателем Международного общества сознания Кришны Бхактиведантой Свами Прабхупадой (1896—1977). В 1985 году Оливье был одним из почётных гостей на церемонии инаугурации Храма Радхи-Радханатхи в Дурбане — крупнейшего индуистского храма в Южном полушарии.
Сын С. П. Оливье, Фани Оливье (род. 1949) — известный южноафриканский поэт.

## Публикации
- S. P. Olivier. Die pioniertrekke na Gazaland. — Cape Town: Unie-Volkspers, 1943. — 192 p.
- S. P. Olivier. Many Treks Made Rhodesia. — Cape Town: H. B. Timmins, 1957. — 170 p.
  - S. P. Olivier. Many Treks Made Rhodesia. — 2nd ed. — Bulawayo: Books of Rhodesia, 1975. — 170 p.
- S. P. Olivier. Recent Government Decisions and Their Influence on South African Education (недоступная ссылка — история) // International Review of Education. — 1959. — Т. 5, № 2. — С. 223-227. — ISSN 0020-8566.